# Nautički turizam
Nautički turizam je specifični oblik turizma obilježen kretanjem turista plovilima po moru ili rijekama uključujući njihovo pristajanje u lukama i marinama i obuhvaća svu infrastrukturu u lukama i marinama potrebnu za njihov prihvat. Prema prihodima koji se ostvaruju takvim kretanjima, nautički turizam je jedan od unosnijih oblika turizma za turistički receptivnu zemlju.

## Opis
Nautički turizam oblik je suvremenih športsko-rekreacijskih i zabavnih putovanja jahtama i dr. luksuznim plovilima. U Hrvatskoj ima izvanredne razvojne pogodnosti sitnorazvedenu morsku obalu s mnogobrojnim prirodno zaštićenim uvalama, ugodno podneblje s umjerenim vjetrovima i povoljnom valovitošću mora u ljetnoj sezoni kupanja i krstarenja, prirodne i spomeničke privlačnosti, te prednosti povoljnoga prometnoga položaja na glavnim turističkim vratima hrvatkog dijela Jadrana.

## Početci nautičkog turizma Hrvatskoj
Početci nautičkoga turizma u obalnome moru Hrvatske pojavljuju se na kraju 14. stoljeću i u prvoj polovici 20. stoljeća Tako je npr. austrijski nadvojvoda Karl Stephan jahtom Ossero posjetio 1899. Poreč, njemački je car Vilim II. sa suprugom Augustom Viktorijom jahtom Hohenzollern doplovio 1908. u Pulu, crnogorski kralj Nikola I. Petrović jahtom Roumija doplovio je 1911. na Brijune, austrijski prijestolonasljednik Franjo Ferdinand sa suprugom Sofijom brodom Lacroma stigao je 1912. u Rovinj, talijanski nobelovac Guglielmo Marconi jahtom Elettra posjetio je 1932. Brijune, engleski kralj Eduard VIII. s prijateljicom Wallis Simpson 1936. jahtom Nahlin krstario je Jadranom te posjetio Boku kotorsku, Dubrovnik, Rab i druga mjesta. Nautički turizam znatnije se razvija od početkom 1970-ih, poglavito od osnutka tvrtke ACI i popularizacijom jahtinga.
Procjenjuje se da nautičar tijekom krstarenja potroši nekoliko puta više financijskih sredstava od klasičnoga gosta u vrhu kupališne sezone, kada su cijene usluga najviše. Prihodi se ostvaruju od naplate stalnoga ili tranzitnoga veza u moru ili mjesta na kopnu, servisnih usluga i održavanja plovnih objekata, iznajmljivanja prostorija i plovila (charter), usluga jedrara i tapetara, trgovačkih i ugostiteljskih usluga, prodaje goriva na crpkama i dr.

## Luke nautičkog turizma na Jadranu
Hrvatska:
- Hvar
- Korčula
- Split
- Dubrovnik (Gruž)
- Umag
- Poreč
- Rovinj
- Pula
- Cres
- Mali Lošinj
- Dubrovnik
- Makarska

Bosna i Hercegovina:
- Neum

## Vanjske poveznice

### Sestrinski projekti
|  | Zajednički poslužitelj ima još gradiva o temi Marine u Hrvatskoj |